# 加里利亚诺河畔圣安德烈亚
加里利亚诺河畔圣安德烈亚（義大利語：Sant'Andrea del Garigliano）是意大利弗罗西诺内省的一个市镇。总面积16.86平方公里，人口1611人，人口密度95.6人/平方公里（2009年）。ISTAT代码为060066。